# ラドスティナ・マリノバ
ラドスティナ・マリノバ（Radostina Marinova、1998年10月2日 - ）は、ブルガリアの女子バレーボール選手。ポジションはオポジット。ブルガリア代表。

## 来歴

### クラブチーム
ソフィア出身。2016年、Kazanlak Volleyへ入団。2017年、アメリカ合衆国のカリフォルニア州立大学ロングビーチ校へ進学し1年間プレーした。2018年、VK Beroeに入団し2年間プレーし2019/20シーズンの国内リーグではベストオポジット賞を受賞した。2020年5月、フランスのÉvreux Volley-Ballへの移籍が発表され、2020/21シーズンのフランスリーグでは優勝を果たした。2022/23シーズンはLevallois Paris Saint-Cloudと契約し、フランスリーグでは3位となった。2023年9月、RCカンヌへの加入が発表され、2023/24シーズンの1年間プレーした。2024年6月、イタリアセリエA1のヴェロ・バレー・ミラノへの移籍が発表された。

### 代表チーム
アンダーカテゴリーの代表として2015年と2017年のU-20世界選手権に2大会連続で出場した。2022年、ブルガリアのシニア代表に初選出され、同年のネーションズリーグでデビューした。同年9-10月に開催された世界選手権に出場した。2023年、欧州選手権、パリ五輪予選に出場した。

## 球歴
- 世界選手権 - 2022年
- オリンピック予選 - 2023年
- ネーションズリーグ - 2022年、2023年
- 欧州選手権 - 2023年

## 受賞歴
- 2020年 - 2019/20ブルガリア国内リーグ ベストオポジット賞

## 所属クラブ
- Kazanlak Volley（2016-2017年）
- カリフォルニア州立大学ロングビーチ校（2017-2018年）
- VK Beroe（2018-2020年）
- Évreux Volley-Ball（2020-2022年）
- Levallois Paris Saint-Cloud（2022-2023年）
- RCカンヌ（2023-2024年）
- ヴェロ・バレー・ミラノ（2024年-）